# Cvetković Brdo
Cvetković Brdo – wieś w Chorwacji, w żupanii zagrzebskiej, w mieście Velika Gorica. W 2011 roku liczyła 32 mieszkańców.